# Tiễn quả
Tiễn quả (danh pháp khoa học:Toxocarpus wightianus) là một loài thực vật có hoa trong họ La bố ma. Loài này được Hook. & Arn. miêu tả khoa học đầu tiên năm 1837.